# Caprella vitjazi
Caprella vitjazi is een vlokreeftensoort uit de familie van de Caprellidae. De wetenschappelijke naam van de soort is voor het eerst geldig gepubliceerd in 1992 door Vassilenko.